# تومیئوکا، فوکوشیما
تومیئوکا، فوکوشیما (به لاتین: Tomioka, Fukushima) یک منطقهٔ مسکونی در ژاپن است که در استان فوکوشیما واقع شده‌است. تومیئوکا ۶۸٫۴۷ کیلومترمربع مساحت و ۰ نفر جمعیت دارد.

## خواهرخوانده
شهر آوکلند خواهرخواندهٔ تومیئوکا، فوکوشیما هست.